# Paradorydium reflexana
Paradorydium reflexana är en insektsart som beskrevs av Li 1991. Paradorydium reflexana ingår i släktet Paradorydium och familjen dvärgstritar. Inga underarter finns listade i Catalogue of Life.